# Morgan Llywelyn
Morgan Llywelyn (New York, 3 dicembre 1937) è una scrittrice statunitense naturalizzata irlandese, autrice di narrativa storico-fantastica di ambientazione celtica.

## Biografia
Nata negli Stati Uniti da padre irlandese, avvocato, e madre irlandese e gallese, storica, nell'infanzia e nell'adolescenza coltiva una passione per l'equitazione che la porta a sedici anni a partecipare ai campionati nazionali di salto. Dopo una caduta che la costringe a sei mesi di ospedale, passa alla disciplina del dressage. La sua carriera agonistica si conclude quando rimane esclusa per mezzo punto percentuale dalla squadra statunitense olimpica per i Giochi olimpici di Montréal 1976.
Per aiutarla a superare la delusione, la madre la coinvolge nelle ricerche genealogiche sul ramo gallese della loro famiglia, che la conducono alla narrativa: la vita di un suo antenato è la base del suo primo romanzo, Il vento di Hastings, pubblicato nel 1978, che narra della famosa battaglia combattuta ad Hastings fra le popolazioni anglosassoni dell'Inghilterra e i normanni.
Dopo questo primo successo, si dedica ad approfondire le proprie origini irlandesi. Il risultato di mesi di ricerche sul posto, in Irlanda, dove ha trascorso buona parte delle estati della sua giovinezza, è la pubblicazione nel 1980 del romanzo Il leone d'Irlanda, sull'importante figura storica di Brian Boru.
Con La dea dei cavalli (1982), ambientato nell'ottavo secolo a.C., incentrato sulla figura mitica di Epona, comincia a esplorare gli intrecci tra mito, folklore e realtà storica. Il successivo L'epopea di Amergin, il bardo gaelico che conquistò l'Irlanda (1984) racconta dell'invasione dell'Irlanda da parte dei Gaelici, nel quarto secolo a.C., e del mitico bardo Amergin.
Nel 1985, dopo la morte per cancro del marito non ancora cinquantenne, si trasferisce dal New Hampshire all'Irlanda, che sente come la propria vera casa, abbandonando la cittadinanza americana per mantenere solo quella irlandese. 
Immersa completamente nell'atmosfera ideale per scrivere, si dedica a lunghe passeggiate per raccogliere soldi per beneficenza, percorrendo l'intero paese in lunghezza e in larghezza.
Le sue opere continuano a seguire il doppio binario della storia e della narrativa fantastica: 
Grania, la regina dei mari d'Irlanda è incentrato sulla figura storica della piratessa del XVI secolo Grace O'Malley, I guerrieri del Ramo Rosso rilegge uno dei più importanti miti irlandesi, quello di Cú Chulainn, Il potere dei druidi racconta la Conquista della Gallia di Giulio Cesare dal punto di vista celtico, L'ultimo principe d'Irlanda è ambientato dopo la battaglia di Kinsale del 1601, La saga di Finn MacCool affronta la storia di un altro eroe mitico, Fionn mac Cumhaill.
Il potere degli elementi è il suo primo vero e proprio fantasy. In collaborazione con Michael Scott scrive Silverhand e Silverlight, primi due episodi di una trilogia rimasta incompiuta per problemi editoriali.
Nel 1998 con 1916 comincia a cimentarsi con la storia irlandese del XX secolo, a partire dalla Rivolta di Pasqua. La serie "The Irish Century" prosegue con 1921, 1949, 1972 e si conclude nel 2008 con 1999.

## Opere
- 1978 - Il vento di Hastings (The Wind from Hastings)
- 1980 - Il leone d'Irlanda (Lion of Ireland)
- 1983 - La dea dei cavalli (The Horse Goddess)
- 1984 - L'epopea di Amergin, il bardo gaelico che conquistò l'Irlanda (Bard: The Odyssey of the Irish)
- 1984 - Personal Habits (con lo pseudonimo Shannon Lewis)
- 1984 - Grania, la regina dei mari d'Irlanda (Grania: She-King of the Irish Seas). Pubblicato anche con il titolo Grania, la regina dei pirati d'Irlanda
- 1987 - Xerses
- 1989 - The Isles of the Blest
- 1989 - I guerrieri del Ramo Rosso (Red Branch)
- 1990 - Brian Boru: Emperor of the Irish
- 1989 - On Raven's Wing
- 1991 - Il potere dei druidi (Druids)
- 1992 - L'ultimo principe d'Irlanda (The Last Prince of Ireland) Pubblicato anche con il titolo L'ultimo principe
- 1992 - O'Sullivan's March
- 1993 - Il potere degli elementi (The Elementals)
- 1993 - Star Dancer
- 1994 - La saga di Finn MacCool (Finn MacCool) Pubblicato anche con il titolo Il condottiero d'Irlanda
- 1995 - Cold Places
- 1995 - Ireland: A Graphic History (con Michael Scott)
- 1995 - Silverhand (con Michael Scott)
- 1996 - 19 Railway Street (con Michael Scott)
- 1996 - The Vikings in Ireland
- 1996 - Strongbow: The Story of Richard & Aoife
- 1996 - Silverlight (con Michael Scott)
- 1996 - L'orgoglio dei leoni (Pride of Lions)
- 1998 - 1916, A Novel Of the Irish Rebellion
- 1999 - The Essential Library for Irish Americans
- 2000 - Etruscans (con Michael Scott)
- 2000 - A Pocket History of Irish Rebels
- 2000 - The Earth Is Made Of Stardust
- 2001 - 1921, The War for Independence
- 2001 - Granuaile, The Pirate Queen
- 2003 - 1949, The Irish Republic
- 2005 - 1972, A Novel of Ireland's Unfinished Revolution
- 2006 - The Greener Shore
- 2006 - Pirate Queen
- 2006 - The Young Rebels
- 2006 - The History of Irish Rebels
- 2008 - 1999 - A Novel of the Celtic Tiger and the Search for Peace
- 2010 - Brendan - The Remarkable Life and Voyage of Brendan of Clonfert
- 2013 - After Rome